# Мамедов, Ибрагим Исмаил оглы
Ибрагим Исмаил оглы Мамедов (азерб. İbrahim İsmayıl oğlu Məmmədov; 20 декабря 1958, Нахичевань — 16 февраля 1994) — азербайджанский офицер, Национальный Герой Азербайджана.

## Биография
Мамедов Ибрагим Исмаил оглы родился 20 декабря 1958 года в г. Нахичевань. В 1976 года окончил среднюю школу № 3 г. Нахичевань. В 1977 году был призван в ряды Советской Армии. За время прохождения службы овладел специальностью наводчика-оператора боевой машины пехоты. В 1979 году после демобилизации поехал в Москву и работал на автомобильном заводе ЗИЛ. В 1988 году поступил на заочное отделение Бакинского Государственного Университета, который окончил в 1993 году.
Происходящие в Азербайджане события, тревожные вести из Карабаха не оставили его равнодушным. В 1990 году, после происшедшей кровавой январской трагедии в Баку, Ибрагим Мамедов участвовал в митингах и собраниях в Москве, принимал активное участие в донесении до мира правды о происходящих событиях. После трагедии в Ходжалах он вместе с семьёй переехал в Баку.

### Первая карабахская война
В составе одного из добровольных батальонов участвовал в боевых действиях. После расформирования батальона в 1993 году Ибрагим Мамедов был назначен командиром роты Национальной армии. Он серьёзно занимался повышением боевой подготовки вверенных ему солдат. Под его руководством рота заняла одну из стратегически важных высот в Кельбаджарском районе. 16 февраля 1994 года в трудном бою за стратегическую высоту Ибрагим Мамедов уничтожил три танка и значительное количество живой силы противника. В этом бою пуля снайпера оборвала его жизнь.
Был женат, отец трёх детей.

## Память
Указом президента Азербайджанской Республики от 20 июня 1994 года Мамедову Ибрагиму Исмаил оглы было присвоено звание Национального героя Азербайджана (посмертно).
Похоронен на Аллее шахидов в Нахичевани.